# Кутро, Жак
Жак Кутро (фр. Jacques Coutrot, 10 апреля 1898 — 17 сентября 1965) — французский фехтовальщик, олимпийский чемпион и чемпион мира.

## Биография
Родился в 1898 году в Париже. В 1924 году на Олимпийских играх в Париже стал обладателем золотой медали в командном первенстве на рапирах, а в личном первенстве был 4-м. В 1930, 1931 и 1933 годах становился серебряным призёром Международных первенств по фехтованию. В 1936 году стал обладателем серебряной медали Олимпийских играх в Берлине.
В 1937 году завоевал две серебряные медали первого официального чемпионата мира (тогда же Международная федерация фехтования задним числом признала чемпионатами мира все прошедшие ранее Международные первенства по фехтованию).
В 1949—1952 годах был президентом Международной федерации фехтования. Будучи президентом, в 1951 году в возрасте 53 лет первый и единственный раз в карьере стал чемпионом мира в командном первенстве шпажистов.